# 尾崎天風

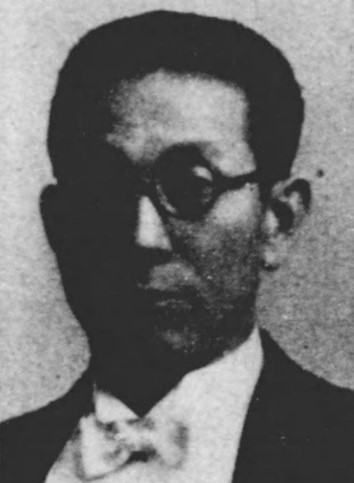
尾崎天風

尾崎 天風（おざき てんぷう、1886年〈明治19年〉12月25日 - 1960年〈昭和35年〉3月24日）は、日本のジャーナリスト、実業家、政治家。衆議院議員。初名・百平。

## 経歴
佐賀県藤津郡古枝村（現鹿島市）で尾崎重吉の三男として生まれる。1898年頃、父の移住先北海道常呂郡常呂村に来住。すぐに働きはじめ、農業、出前持ち、馬橇の御者、馬喰などを経て、料理屋経営を行う。
1916年頃、釧路新聞通信所記者となる。北見実業新聞記者を経て、1920年、札幌に出て休刊中の『北海道報』を継承し『北海道新聞』（現『北海道新聞』とは異なる）に改題して経営を行う。同年4月、裁判所の許可を得て「天風」と改名した。その後、常呂郡置戸村の公有林伐採事件で検挙されて『北海道新聞』が休刊となり、釈放後上京して、雑誌「建設ノ日本」社長となった。
1922年頃、大木遠吉鉄道大臣邸で私設秘書のような役割をしていた時に、永井金次郎樺太庁長官と名刺交換を行い、その伝手を頼って名古屋の豪商と樺太に渡り、山林の年期特売の許可を得ることに成功し、樺太林業 (株) を設立するなど財を築いた。
1932年2月の第18回衆議院議員総選挙において北海道第五区から立憲政友会所属で出馬して当選。第19回総選挙でも当選して、衆議院議員を通算二期務めた。この間、湧網線速成期成会長を務めた。
1937年4月の第20回総選挙では次点で落選。その後、東京で陳情の窓口として活動。第21回総選挙（翼賛選挙）で非推薦候補者として出馬し、善戦したが次点で落選となった。墓所は青山霊園(1イ9-10～18)。